# Moonsorrow
Moonsorrow este o formație de folk metal / black metal înființată în 1995 în Helsinki, Finlanda de către verii Ville Sorvali (vocal, chitară bas) și Henri Sorvali (chitară, sintetizator). Formația își numește stilul muzical "epic heathen metal". Numele formației provine de la melodia celor de la Celtic Frost "Sorrows Of The Moon".
În peste 10 ani de existență formația a lansat 6 albume de studio și un EP.

## Discografie

### Albume de studio
- Suden uni (2001)
- Voimasta ja kunniasta (2001)
- Kivenkantaja (2003)
- Verisäkeet (2005)
- V - Hävitetty (2007)
- Varjoina kuljemme kuolleiden maassa (2011)
- Jumalten aika (2016)

### EP-uri
- Tulimyrsky (2008)

### Demo-uri
- Thorns of Ice (1996)
- Metsä (1997)
- Promo (1997)
- Tämä ikuinen talvi (1999)

## Video

### Videoclipuri
- Sankarihauta (2001)
- Jumalten kaupunki (2003)

## Membrii formației

### Membri actuali
- Ville Sorvali - vocal, chitară bas (1995 - prezent)
- Henri Sorvali - chitară, sintetizator (1995 - prezent)
- Marko Tarvonen - baterie (1999 - prezent)
- Mitja Harvilahti - chitară (2001 - prezent)
- Markus Eurén - sintetizator (2001 - prezent)

membri temporari pentru concerte
- Janne Perttilä - chitară (2007 - prezent)